# 創成川通
創成川通（そうせいがわどおり）は、札幌都心部と北海道横断自動車道を結ぶ予定の道路（事業名）である。
既存の創成トンネルに接続する計画である。
創成川に沿って延びる既存の道路名でもある。

## 概要
- 事業名 : 一般国道5号創成川通[4]
- 事業区間 : 札幌市東区北37条東1丁目～札幌市中央区大通東1丁目
- 事業延長 : 4.8km
- 道路規格 : 第4種第1級
- 車線数 : 地上部：4～6車線、地下部：2～4車線
- 設計速度 : 60Km/h

## 歴史
- 2021年（令和3年）2月12日 : 都市計画変更
- 2021年（令和3年）3月16日 : 一般国道５号 創成川通における計画段階評価[5]